# Brandon Sanderson
Brandon Sanderson (n. 19 decembrie 1975, Lincoln, Nebraska, SUA) este un scriitor american de fantasy și science fiction. Este cel mai bine cunoscut pentru Universul Cosmere, în care sunt au loc toate cărțile sale fantastice pentru adulți, în special seria Mistborn și The Stormlight Archive și pentru munca sa la finalizarea seriei de romane epice fantastice de Robert Jordan, Roata timpului.

## Biografie
Sanderson s-a născut în Lincoln, Nebraska în 1975. După doi ani de activitate misionară în Seoul, în 1997 a absolvit Universitatea Brigham Young din Utah. În aceea perioadă a fost membru al Leading Edge, o revistă semi-profesionistă de  ficțiune speculativă publicată de universitate. Masteratul l-a terminat în domeniul scriere literară în 2005.

## Lucrări

### RomaneCosmere
| Titlu                          | An   | Serie                  | În română                  |
| ------------------------------ | ---- | ---------------------- | -------------------------- |
| Elantris                       | 2005 | Elantris               | Elantris                   |
| The Final Empire               | 2006 | Mistborn               | Ultimul imperiu            |
| The Well of Ascension          | 2007 | Mistborn               | Fântâna Înălțării          |
| The Hero of Ages               | 2008 | Mistborn               | Eroul Evurilor             |
| Warbreaker                     | 2009 | Warbreaker             |                            |
| The Way of Kings               | 2010 | The Stormlight Archive | Calea regilor              |
| The Alloy of Law               | 2011 | Mistborn               | Aliati in slujba dreptatii |
| Words of Radiance              | 2014 | The Stormlight Archive | Cuvinte despre lumină      |
| Shadows of Self                | 2015 | Mistborn               | Umbra sinelui              |
| The Bands of Mourning          | 2016 | Mistborn               | Bratarile doliului         |
| Oathbringer                    | 2017 | The Stormlight Archive | Aducătoarea jurământului   |
| Rhythm of War                  | 2020 | The Stormlight Archive |                            |
| The Lost Metal                 | 2022 | Mistborn               | Metalul Pierdut            |
| Tress of the Emerald Sea       | 2023 |                        |                            |
| Yumi and the Nightmare Painter | 2023 |                        |                            |
| The Sunlit Man                 | 2023 |                        |                            |
| Wind and Truth                 | 2024 | The Stormlight Archive |                            |

### Povestiri și nuveleCosmere
| Titlu                                      | An   | Serie                  | În română            | Note      |
| ------------------------------------------ | ---- | ---------------------- | -------------------- | --------- |
| The Hope of Elantris                       | 2006 | Elantris               |                      | Povestire |
| The Emperor's Soul                         | 2012 | Elantris               | Sufletul împăratului | Nuvelă    |
| The Eleventh Metal                         | 2012 | Mistborn               |                      | Povestire |
| Shadows For Silence in the Forests of Hell | 2013 | Threnody               |                      | Nuvelă    |
| Sixth of the Dusk                          | 2014 | First of the Sun       |                      | Nuvelă    |
| Allomancer Jack and the Pits of Eltania    | 2014 | Mistborn               |                      | Povestire |
| Secret History                             | 2016 | Mistborn               |                      | Nuvelă    |
| Edgedancer                                 | 2016 | The Stormlight Archive |                      | Nuvelă    |
| Arcanum Unbounded                          | 2016 | Cosmere                |                      | Antologie |
| Dawnshard                                  | 2020 | The Stormlight Archive |                      | Nuvelă    |

### SeriaInfinity Blade
Serie bazată pe jocul video de acțiune RPG iOS Infinity Blade, dezvoltat de Chair Entertainment și Epic Games.
- Infinity Blade: Awakening (2011, ISBN: 978-0-9839430-0-6) (nuvelă)
- Infinity Blade: Redemption (2013, ISBN: 978-0-9839430-2-0) (nuvelă)

### SeriaLegion
- Legion (2012, Subterranean Press, ISBN: 978-1-59606-485-0) (nuvelă)
- Legion: Skin Deep (2014, Subterranean Press, ISBN: 978-1-59606-690-8) (nuvelă)
- Legion: Lies of the Beholder (2018, Subterranean Press, ISBN: 978-1-59606-885-8) (nuvelă)

### SeriaAlcatraz
- Alcatraz Versus the Evil Librarians (2007)
- Alcatraz Versus the Scrivener's Bones (2008)
- Alcatraz Versus the Knights of Crystallia (2009)
- Alcatraz Versus the Shattered Lens (2010)
- Alcatraz Versus the Dark Talent (2016)
- Bastille vs. the Evil Librarians (2022)

### SeriaRoata timpului
Robert Jordan, autorul original al seriei a murit înainte de termina lucrarea sa epică în multe volume Roata timpului (The Wheel of Time). Sanderson a fost ales de Harriet McDougal, văduva și editorul lui Jordan, pentru a termina munca soțului său. Romanele lui Sanderson din această serie sunt:
- The Gathering Storm (2009)
- Towers of Midnight (2010)[22][23]
- A Memory of Light (2013)

### Povestiri și nuvele
Povestiri și nuvele de sine-stătătoare:
- Centrifugal (1994, brandonsanderson.com) (povestire)[24]
- Firstborn (2008, Tor.com, ISBN: 978-1-4299-5298-9) (povestire)[25]
- Heuristic Algorithm and Reasoning Response Engine cu  Ethan Skarstedt în Armored, editată de John Joseph Adams (nuveletă) (2012, Baen Books, ISBN: 978-1-4516-3817-2) [26]
- Rysn în Epic: Legends of Fantasy, editată de John Joseph Adams (fragment din The Way of Kings) (2012, Tachyon, ISBN: 978-1-61696-084-1)
- I Hate Dragons (2013, brandonsanderson.com) (povestire)[27]
- Dreamer în Games Creatures Play, editată de Charlaine Harris și Toni L. P. Kelner (povestire) (2014, Ace, ISBN: 978-0-425-25687-9)[28]
- Perfect State (2015, Dragonsteel, ISBN: 978-1-938570-09-4) (nuvelă)[29]
- Snapshot (2017, Dragonsteel) (nuvelă)[30]
- Magic: Children of the Nameless (2018, Wizards of the Coast) [31]
- The Original (2020, cu Mary Robinette Kowal, Recodred Books) (nuvelă audio)